# جيرهارد هولم
جيرهارد هولم (بالألمانية: Gerhard Holm) (و. 1853 – 1926 م) هو إحاثي، من السويد، ولد في ستوكهولم، كان عضوًا في الأكاديمية الملكية السويدية للعلوم، والأكاديمية الروسية للعلوم، توفي في محافظة استكهلم، عن عمر يناهز 73 عاماً.

## مناصب وهيئات
أدار جامعة أوبسالا.